# 돈 바커
돈 바커(Don Barker, 1940년 3월 8일 ~ )는 오스트레일리아의 배우이다.
애들레이드에서 태어났다.

## 출연 작품
- 럭키 마일 (2007년)
- 토끼 울타리 (2002년)
- 컷 (2000년)
- 달콤한 사기꾼 (1991년)
- 천국의 장원 (1990년)
- 서기 2588년 (1987년)
- 사랑의 배티 (1986년)
- 페어 게임 (1985년)
- 퓨쳐 킬 (1985년)
- 갈리폴리 (1981년)
- 위크엔드 오브 샤도우 (1978년)

### 텔레비전
- 프리즈너 (1979, Prisoner) - 빌 잭슨 역